# Dutch GT4 Championship
Het Dutch GT4 Championship is een raceklasse die sinds 2009 op de circuits van de Benelux gereden wordt. De klasse zal ten minste drie jaar deel uitmaken van het Dutch Power Pack. Voor de organisatie en realisatie van dit kampioenschap werken Circuit Park Zandvoort en Stéphane Ratel Organisation (organisator van onder andere de GT4 European Cup) nauw samen. Het reglement wordt direct uit het GT4 European Cup genomen.
Naar Europees voorbeeld zullen er tijdens elk evenement drie wedstrijden worden verreden. Naast twee vrije trainingen van vijftig minuten, zijn er twee kwalificatiesessies, waarbij de eerste sessie de startopstelling voor de eerste en derde race bepaald. De tweede kwalificatietraining bepaalt de volgorde van het veld voor de tweede manche.
De eerste race zal 50 minuten duren, met pitstop en eventueel rijderwissel, indien er twee rijders op één auto zijn ingeschreven. Daarnaast zijn er twee sprintraces van ieder 25 minuten.
In het Dutch GT4 krijgt de topacht elke race punten toegewezen (10, 8, 6, 5, 4, 3, 2, 1). Van de coureurs die een auto delen en daardoor slechts één sprintrace rijden, worden tijdens deze race de behaalde punten verdubbeld. Naast een klassement voor de rijders, is er ook een stand voor de teams. Zij krijgen iedere race de punten van hun twee best geklasseerde auto’s.
Auto's die voor deze klasse in aanmerking komen zijn onder andere de Ford Mustang FR500 GT4, Aston Martin N24, BMW M3 (GT4), BMW Z4 Coupé, Lotus Exige, Nissan 350Z, Porsche 911 GT4, Opel GT, Corvette C6 en Ginetta G50R GT4.

## Deelnemerslijst 2010
| #  | Coureur                                      | Team                         | Auto             |
| -- | -------------------------------------------- | ---------------------------- | ---------------- |
| 1  | Christiaan Frankenhout Ferdinand Kool        | PS Autosport                 | Porsche 911 GT4  |
| 2  | Allard Kalff Michiel Campagne                | Tachyon Motorsport           | Mustang FR500C   |
| 3  | Phil Bastiaans Mathijs Harkema               | Bilderberg Porsche Eindhoven | Porsche 911 GT4  |
| 4  | Bertus Sanders Marc Koster                   | Cosmo Hairstyling            | Porsche 911 GT4  |
| 5  | Mathijs Bakker Mark Kroes                    | Cosmo Hairstyling            | Porsche 911 GT4  |
| 6  | Frank Wilschut Richard Verburg               | Cosmo Hairstyling            | Porsche 911 GT4  |
| 7  | Sebastiaan Bleekemolen Melvin de Groot       | Team Bleekemolen             | BMW M3 GT4       |
| 8  | Simon Knap                                   | KTG Racing                   | BMW M3 GT4       |
| 9  | Hans Hugenholtz Pieter Christiaan van Oranje | Racing Team Holland          | Mustang FR500C   |
| 14 | Menno Kuus Ron Marchal                       | Match Racing                 | Ginetta G50      |
| 15 | Nicky Catsburg Quint Engel                   | Match Racing                 | Ginetta G50      |
| 18 | Ricardo van der Ende Duncan Huisman          | Ekris Motorsport             | BMW M3 GT4       |
| 19 | Mike Verschuur Tim Buys                      | Equipe Verschuur             | Camaro GT4       |
| 22 | Jan Joris Verheul                            | HTP Racing                   | Aston Martin GT4 |
| 34 | Peter Stox Rob Kamphues                      | PS Autosport                 | BMW M3 GT4       |
| 63 | Harmen van Putten Jeroen van den Heuvel      | Solid State Racing           | Corvette C6      |
| 64 | Peter van der Kolk Jeroen Bleekemolen        | Solid State Racing           | Corvette C6      |
| 65 | Danny van Dongen Henry Zumbrink              | Solid State Racing           | Corvette C6      |

## Teams 2009
- Team Bleekemolen
- KS Motorsport
- Match Racing
- Equipe Verschuur
- Tachyon Motorsport
- Madeno Racing
- JAR Motorsport
- Ekris Motorsport
- Euro Magnum Racing Team
- Rhesus Racing
- Genpact Racing
- Albi Engineering
- PS Autosport
- KTG Racing
- Certainty Racing Team by Day V Tec
- Team Bilderberg Porsche Eindhoven

## Historie
Kampioenen
| Seizoen | Coureur                | Auto            | Team                         |
| ------- | ---------------------- | --------------- | ---------------------------- |
| 2009    | Christiaan Frankenhout | Porsche 911 GT4 | PS Autosport                 |
| 2010    | Phil Bastiaans         | Porsche 911 GT4 | Bilderberg Porsche Eindhoven |
| 2011    | Ricardo van der Ende   | BMW M3 GT4      | Ekris Motorsport             |

Enkele bekende coureurs die in 2009 meereden waren:
- Tim Buijs
- Sebastiaan Bleekemolen
- Christiaan Frankenhout
- Allard Kalff
- Bernhard van Vollenhoven
- Pieter-Christiaan van Vollenhoven
- Jeroen Bleekemolen
- Duncan Huisman
- Jan Lammers